# 阿里斯蒂德斯巴斯蒂達斯市

阿里斯蒂德斯巴斯蒂達斯市（西班牙語：Municipio Arístides Bastidas），是委內瑞拉的一個市，位於該國西部亞拉奎州，首府設於聖巴勃羅，面積74平方公里，海拔高度338米，2011年人口22,441，人口密度每平方公里303.3人。
10°15′1″N 68°50′31″W / 10.25028°N 68.84194°W